# حنكيات الأسنان
حنكيات الأسنان هو جنس منقرض من الزواحف البحرية القاعدية من أشباه لوحيات الأسنان يعود إلى أوائل العصر الترياسي الأوسط (مرحلة الأنيسي المبكرة) في هولندا . يرتبط هذا الجنس ارتباطًا وثيقًا بمجموعة من الزواحف البحرية تسمى لوحيات الأسنان ، ويتميز بأسنانه الحادة والقوية والدروع التي تشبه الصدفة التي تغطي جسمه. تُعتبر حنكيات الأسنان جنس انتقالي بين لوحيات الأسنان والزواحف التي سبقتها.
تمتلك حنكيات الأسنان أسنانا في الحنك مثل لوحيات الأسنان مع اختلاف بسيط وهو أن الأسنان في جنس حنكيات الأسنان رفيعة وحادة (كالأسنان التي تبطن فكي معظم الزواحف الأخرى) بينما الأسنان في لوحيات الأسنان سميكة وأقل حدة.
اُطلقت عليها هذه التسمية في عام 2013 من قبل العلماء جيمس نينان ونيكول كلين وتورستين شييور وصنفت تحت النوع النمطي المسمى Palatodonta bleekeri . اشتُق هذا الاسم بسبب وجود صف من الأسنان على العظم الحنكي. أما الاسم المحدد لها فقد وضعه عالم الأحافير ريمكو بليكر الذي كان أول من اكتشف أحفورة هذا الجنس في صيف عام 2010 في مكان قريب من مدينة فينترسفايك.
يُعرف جنس حنكيات الأسنان من النموذج النوعي رقم TW480000470 وهي جمجمة محفوظة بشكل جيد لأحد صغار الزواحف من هذا الجنس